# Armand Joseph Henri Digeon
Armand Joseph Henri Digeon, né le 2 décembre 1778 à Paris, mort le 24 mai 1836 au château de l'Arrétoire près de Rambouillet, est un général de division français du Premier Empire. 
Il est le frère puîné du général Alexandre Elisabeth Michel Digeon.

## Biographie
Il commence sa carrière en participant à la campagne d'Égypte. En 1803, il est chef d'État Major de l'Artillerie de la Garde. Il combat à Austerlitz en 1805, puis à Eylau en 1807. Alors colonel de l'artillerie à pied de la Garde impériale, il doit quitter la Garde, le 15 décembre 1808, à la suite d'accusations de malversations.
En mai 1809, il sert en Espagne sous le Maréchal Ney. Le 5 octobre 1809, il est nommé colonel commandant du 8e régiment d'artillerie, puis général de brigade le 23 janvier 1814. Il participe à la campagne de France, notamment à la bataille de Montereau. Napoléon Ier lui fait à cette occasion le grief d'avoir abandonné aux Wurtembergeois deux pièces d'artillerie et, au soir de la bataille, il est déféré devant le conseil de guerre, sur un ordre direct de l'Empereur. Une intervention de son supérieur hiérarchique le lendemain lui permet d'échapper à une comparution, au regard de ses excellents états de service.
Le 24 août 1820, il est fait grand officier de la Légion d'honneur.
Sous la Restauration, il est promu lieutenant-général le 30 juillet 1823.
Il a été inhumé au cimetière de Montmartre 21e division.

## Sources
- Souvenirs du Général Béchet de Léocour - Ed. Teissedre
- La Garde Impériale d’Alain Pigeard.
- Vicomte Révérend, Armorial du Premier Empire, tome 2, Honoré Champion, libraire, Paris, 1897, p. 71.